# El Carpio
El Carpio är en ort i Spanien.   Den ligger i provinsen Province of Córdoba och regionen Andalusien, i den centrala delen av landet, 280 km söder om huvudstaden Madrid. El Carpio ligger 163 meter över havet och antalet invånare är 4 483.
Terrängen runt El Carpio är huvudsakligen platt, men åt nordväst är den kuperad. Runt El Carpio är det ganska tätbefolkat, med 199 invånare per kvadratkilometer. Närmaste större samhälle är Montoro, 13,6 km nordost om El Carpio. Trakten runt El Carpio består till största delen av jordbruksmark.